# Neznělá alveolární frikativa
Neznělá alveolární frikativa je souhláska, která se vyskytuje v mnoha jazycích. V mezinárodní fonetické abecedě se označuje symbolem s, číselné označení IPA je 132, ekvivalentním symbolem v SAMPA je s.

## Charakteristika
- Způsob artikulace: třená souhláska (frikativa) patřící mezi sykavky. Vytváří se pomocí úžiny (konstrikce), která se staví do proudu vzduchu, čímž vzniká šum – od toho též označení úžinová souhláska (konstriktiva).
- Místo artikulace: dásňová souhláska (alveolára). Úžina se vytváří mezi jazykem a dásňovým obloukem.
- Znělost: neznělá souhláska – při artikulaci jsou hlasivky v klidu. Znělým protějškem je z.
- Ústní souhláska – vzduch prochází při artikulaci ústní dutinou.
- Středová souhláska – vzduch proudí převážně přes střed jazyka spíše než přes jeho boky.
- Pulmonická egresivní hláska – vzduch je při artikulaci vytlačován z plic.

## V češtině
V češtině se tato hláska zaznamenává písmenem S, s.